# Maurice Ballerstedt
Maurice Ballerstedt (* 16. Januar 2001 in Berlin) ist ein deutscher Radrennfahrer.

## Werdegang
Als Juniorenfahrer wurde Ballerstedt 2019 Vizeeuropameister im Straßenrennen und Neunter im Einzelzeitfahren.
Im Erwachsenenbereich schloss sich Ballerstedt 2019 dem Jumbo-Visma Development Team an. Im Jahr 2021 gewann er die Silbermedaille im U23-Einzelzeitfahren der Deutschen Meisterschaften. Im August desselben Jahres gewann er nach einem Sieg auf der Abschlussetappe die Gesamtwertung der Tour du Pays de Montbéliard.
Zur Saison 2022 schloss er sich dem UCI ProTeam Alpecin-Fenix an und gewann bei den deutschen Meisterschaften den Titel im Einzelzeitfahren der U23. Bei den UEC-Straßen-Europameisterschaften 2022 gehörte er zum deutschen Team, das den Titel in der Mixed-Staffel gewann. Zweimal nahm er für sein Team an der Vuelta a España statt und beendete beide Male die Rundfahrt. Bestes internationales Einzelergebnis war der zweite Platz bei der Ronde van Limburg 2024.
Am Ende der Saison 2024 gab Ballerstedt überraschend im Alter von 23 Jahren seinen Rücktritt vom Profiradsport bekannt. Dem Radsport will nach eigener Aussage treu bleiben und sich zukünftig auf Gravelrennen fokussieren.

## Erfolge
2019
- Mannschaftszeitfahren Saarland Trofeo
- GP Luxemburg
- Europameisterschaften – Straßenrennen (Junioren)

2021
- Deutsche Meisterschaften – Einzelzeitfahren (U23)
- Gesamtwertung, eine Etappe und Nachwuchswertung Tour du Pays de Montbéliard

2022
- Deutscher Meister – Einzelzeitfahren (U23)
- U23-Europameister – Mixed-Staffel

## Grand Tour-Platzierungen
| Grand Tour            | 2023 | 2024 |
| --------------------- | ---- | ---- |
| Giro d’ItaliaGiro     | –    | –    |
| Tour de FranceTour    | –    | –    |
| Vuelta a EspañaVuelta | 143  | 126  |